# Brocavum

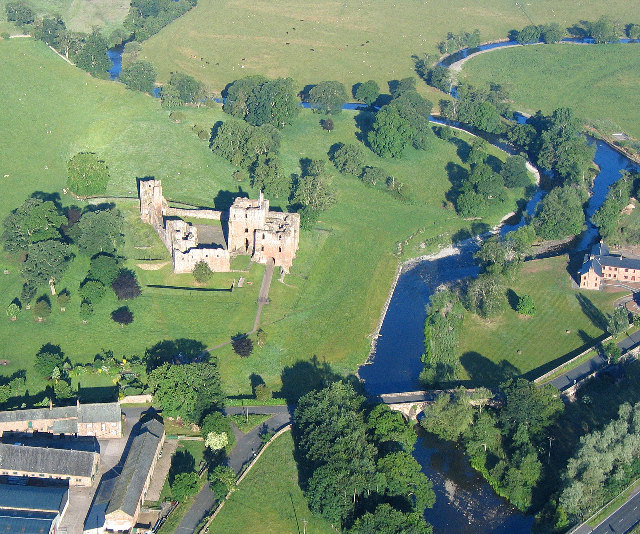
Brougham Castle wurde im Nordteil des römischen Forts Brocavum errichtet.

Brocavum ist der lateinische Name eines römischen Kastells im Dorf Brougham bei Penrith in der englischen Grafschaft Cumbria. Das Kastell ist bis heute in der Form von Erdwerken erhalten, aber archäologische Ausgrabungen wurden dort bisher noch nicht durchgeführt.

## Ort und Datierung
Durch die nahegelegenen und westlich des Geländes ineinander mündenden Flüsse Eamont und Lowther hat das Gelände einen natürlichen Schutz. Wie die beiden Flüsse trafen sich auch drei römische Straßen am Kastell: Die Route von York über Scotch Corner – Stainmore Pass – Brough under Stainmore – Kirkby Thore nach Brougham (entlang der heutigen A66), die Route von Manchester und Lancaster über Burrow-in-Lonsdale – Middleton – Low Burrow – Bridge (Tebay) nach Brougham (entlang der Westküsten-Bahnlinie) und die Route vom römischen Hafen Glannoventa (Ravenglass) über Hard Knott – Galava (Ambleside) – High Street nach Brougham. Von Brocavum führte die Straße nach Norden nach Luguvalium (Carlisle) über Old Penrith (entlang der A6). Seit der flavischen Zeit (80 n. Chr.) mag es auch eine Straße von Old Penrith oder Brocavum nach Westen nach Troutbeck zu einem noch unentdeckten Kastell in Keswick, zu einem Kastell in Papcastle und weiter nach Alauna (Maryport) gegeben haben.
Es gab auch eine zivile Siedlung, von der ein Teil 2008 beim Bau einer Pipeline von Hackthorpe nach Penrith ausgegraben wurde, und einen in den 1960er-Jahren ausgegrabenen Friedhof.
Sechs Inschriften mit Widmungen an die örtliche Gottheit Belatucadros wurden in Brougham entdeckt, was vielleicht darauf hinweist, dass „die Verehrung sich dort konzentrierte“. Möglicherweise befand sich das Siedlungszentrum der Carvetii, eines Stammes vorrömischer und römischer Zeit, im nahegelegenen Clifton Dykes. Dies könnte neben der Flussmündung und der Straßenkreuzung ein zusätzlicher Faktor für die Festlegung des Kastellstandortes nach der römischen Eroberung gewesen sein.

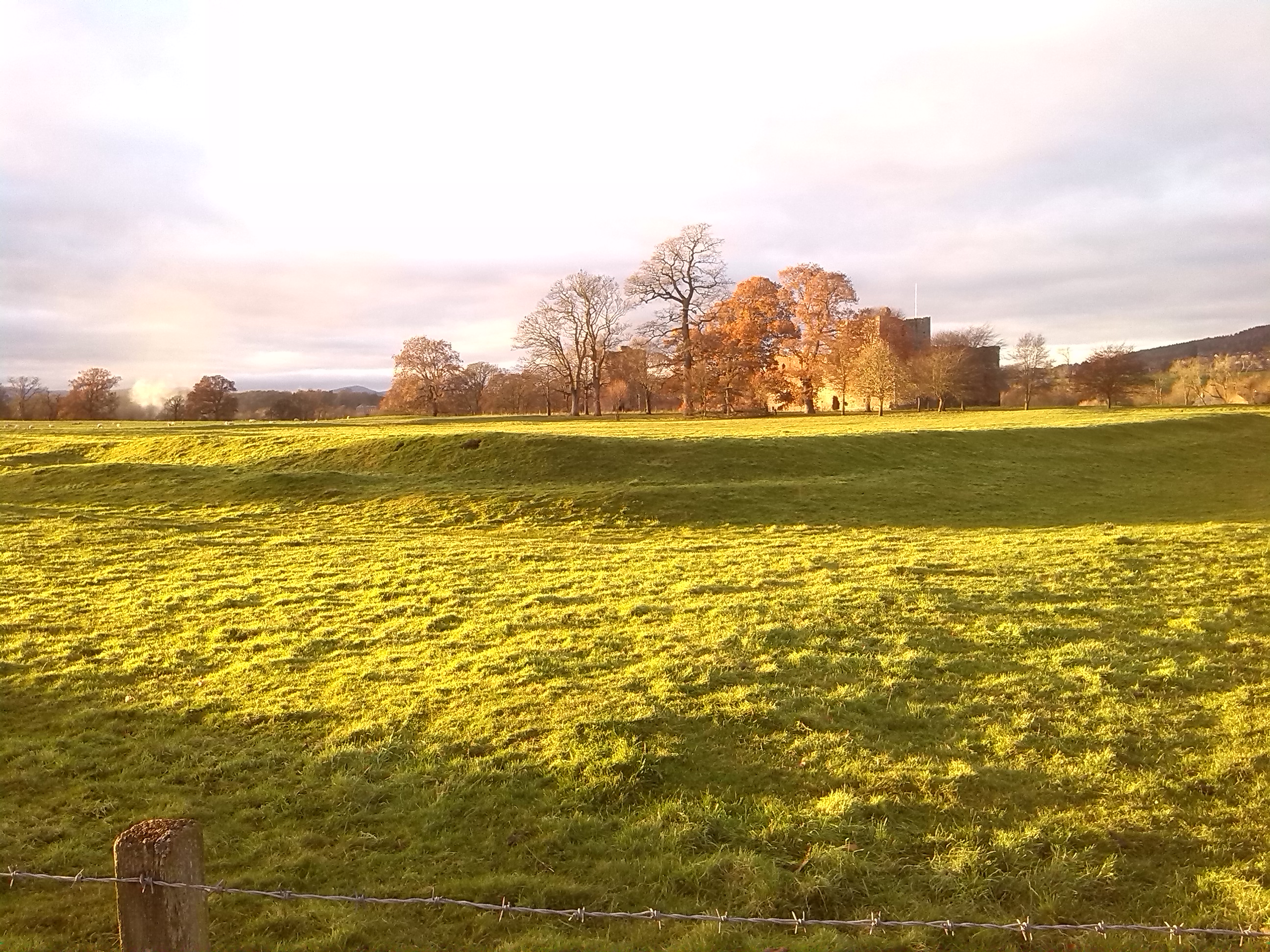
Wälle des römischen Kastells im Vordergrund, Brougham Castle dahinter und die Carleton Hall aus dem 18. Jahrhundert links.

Die Datierung des Kastells ist ungewiss, es hat aber wohl von frühester Zeit eine wichtige Rolle gespielt. Die Anlage dürfte kurz nach der Revolte des Venutius, Anfang der 70er-Jahre n. Chr., eingerichtet worden sein. Eine frühflavische Besetzung ist wahrscheinlich, auch wenn die Funde der in den 1960er-Jahren durchgeführten Ausgrabung von einem Friedhof aus dem 2. und 3. Jahrhundert n. Chr. stammen.

## Zugang und Konservierung
Das mittelalterliche Brougham Castle bedeckt heute einen Teil des Geländes, das vom English Heritage verwaltet wird. Es ist wahrscheinlich, dass Baumaterial des römischen Kastells zum Bau der Burg verwendet wurde. Das Kastell wird zusammen mit der Burg als Scheduled Monument „Brougham Roman fort and Brougham Castle“ geführt.